# CPX

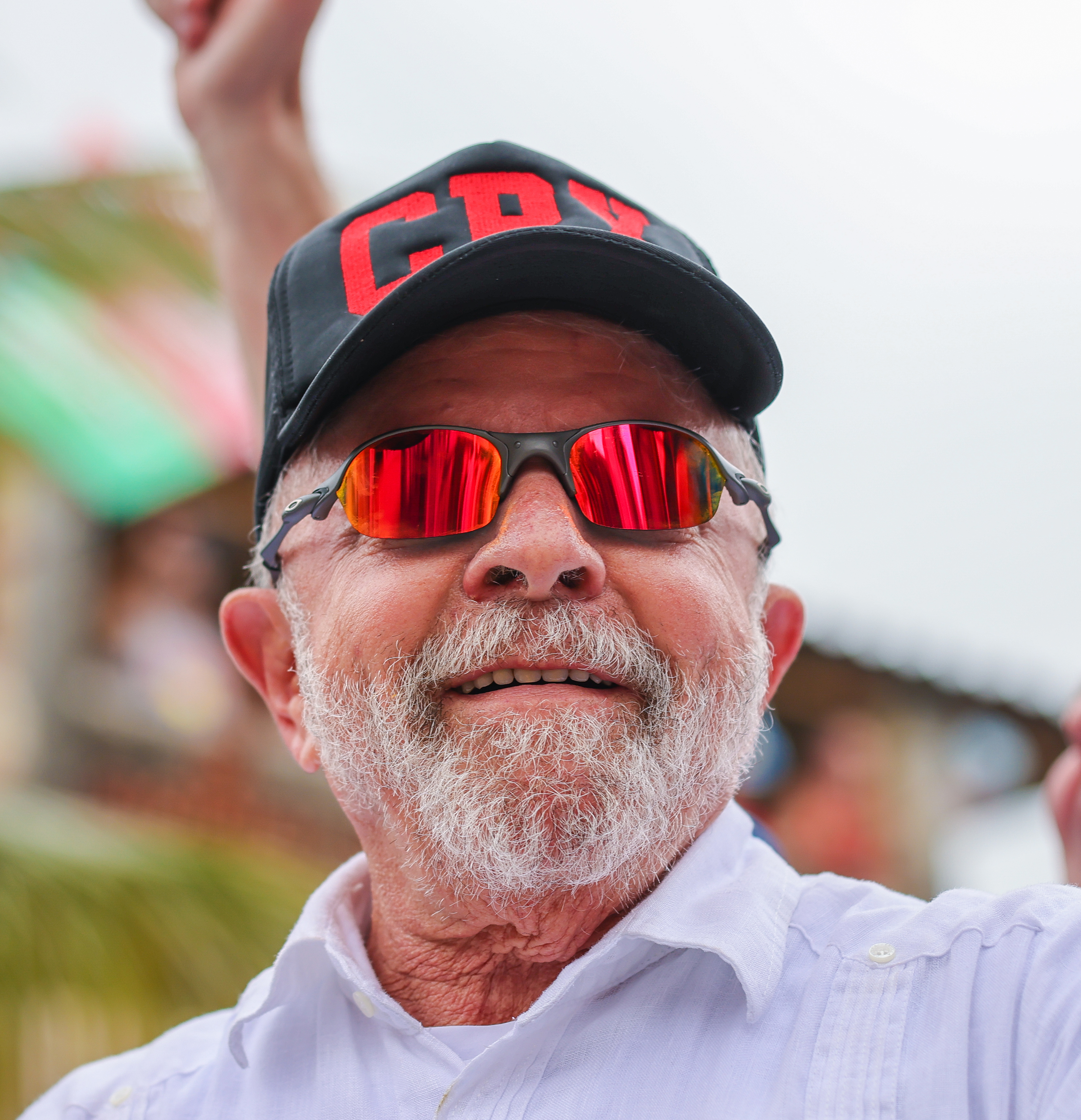
Lula utilizando um boné com a sigla "CPX" durante campanha eleitoral em comunidade do Rio de Janeiro (2022).

CPX é a abreviação de Complexo, palavra utilizada para referir-se a comunidades do Rio de Janeiro, a exemplo do Complexo do Alemão, Complexo da Penha, Complexo Lemos de Brito, Complexo do São Carlos, dentre outros. A abreviação tornou-se notória quando, no contexto do segundo turno das Eleições presidenciais de 2022, o candidato Luiz Inácio Lula da Silva (PT) foi presenteado, durante o ato de campanha realizado no Complexo do Alemão em 13 de outubro de 2022, com um boné que transcrevia a sigla.
Após a aparição de Lula com o acessório, a abreviação foi usada por Jair Bolsonaro (PL) e apoiadores de maneira política, através de notícias falsas, para associar o ex-presidente e os moradores das comunidades ao tráfico e ao crime organizado. Em 24 de abril de 2022 foi expedida decisão do Tribunal Superior de Justiça que determinou a remoção de postagens das redes sociais que relacionavam o significado distorcido do termo a Lula. As postagens foram compartilhadas por partidários de Bolsonaro, como Carla Zambelli (PL), Nikolas Ferreira (PL) e Mário Frias (PL).
A sigla tomou força como símbolo político e foi utilizada em diversas ocasiões.

## Repercussão e uso político

### Notícias falsas
Opositores do ex-presidente e apoiadores de Jair Bolsonaro na internet associaram, através de fake news, a sigla CPX ao termo "cupinxa" (sic), onde se apontava que a palavra referenciava grupos criminosos e traficantes ligados ao crime organizado do Rio de Janeiro. A informação falsa foi propagada por Bolsonaro e pelo candidato a vice-presidente e ex-interventor federal no Rio, general Walter Braga Netto (PL), bem como pelo senador Flávio Bolsonaro (PL) e pela deputada Carla Zambelli, dentre outros. As peças de desinformação veiculadas na internet também vincularam moradores da comunidade do Alemão ao tráfico de drogas e ao crime.
Durante debate realizado pela TV Globo no segundo turno das eleições, Jair Bolsonaro fez referência ao episódio ao dizer que Lula teria ido se encontrar com criminosos no Complexo do Alemão. Em reposta, a frase "Favelado não é bandido" entrou nos assuntos mais comentados do Twitter. A fala de Bolsonaro recebeu críticas de diversos usuários, como de Rene Silva, fundador do Voz das Comunidades, jornal comunitário fundado no Alemão.

### Aumento na demanda por bonés
Após repercussão nas redes e o posicionamento de autoridades e agências de checagem de fatos acerca do correto significado da sigla, os responsáveis pela confecção dos bonés cujo exemplar foi presenteado ao ex-presidente Lula receberam um súbito aumento na demanda pelos produtos, tendo sido levada a aumentar o número de funcionários e trabalhar de madrugada para atender aos pedidos, que chegaram de todo o Brasil.
Em razão da alta demanda, Rene Silva decidiu realizar uma campanha de arrecadação de alimentos em troca de bonés. A iniciativa, junto ao apoio de ONGs e famosos, angariou mais de 1.800 cestas básicas, que foram doadas às famílias de comunidades cariocas.

### TSE determina remoção de notícias falsas contra Lula
Em 24 de abril de 2022 o Tribunal Superior de Justiça (TSE) exarou decisão que determinou a remoção de postagens das redes sociais que relacionavam o significado "cupincha" ou "aliado do tráfico" à sigla CPX, estampada no boné utilizado pelo ex-presidente Lula. As postagens foram compartilhadas por partidários de Bolsonaro, como Carla Zambelli, Nikolas Ferreira e Mário Frias e foram consideradas inadequadas para figurar nas redes durante o período eleitoral.
O TSE atua com base em orientação interna, tomada com base na legislação eleitoral, para impedir práticas abusivas ou divulgação de conteúdo falso a fim de proteger a honra dos candidatos e assegurar o livre exercício do direito ao voto. Nesse sentido, decidiu o Ministro Relator:

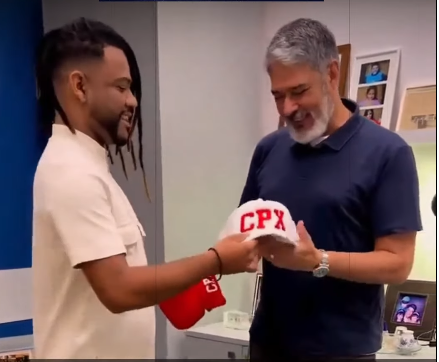
William Bonner recebe produtos com a sigla CPX em visita ao Complexo do Alemão (2023).

| “                                     | [...] das postagens publicadas pelos representados, decorrem inúmeros compartilhamentos que resultam disseminação de conteúdo inverídico e negativo, provocador de sensacionalismo com tamanha magnitude que pode vir a comprometer a lisura do processo eleitoral, ferindo valores, princípios e garantias constitucionalmente asseguradas, notadamente a liberdade do voto e o exercício da cidadania. | ” |
| — Ministro Paulo de Tarso Sanseverino | |   |

### Símbolo político
O boné com a sigla CPX tornou-se um símbolo político e foi utilizado por apoiadores de Lula durante sua posse como 39º Presidente do Brasil, bem como por diversos artistas.
Em 2023, William Bonner visitou o Complexo do Alemão e recebeu de Rene Silva um boné e uma camiseta com a sigla. Na ocasião, Bonner declarou que se sentiu emocionado com o presente, que representa importância histórica:
| “                | Todo mundo sabe a importância histórica que esse boné adquiriu para o Brasil. Estou muito feliz de ganhar de presente. Esse é um retrato de um momento muito difícil na profissão de jornalismo no Brasil, ganhar isso de um jornalista como você, no momento que você tá entregando, me emociona muito | ” |
| — William Bonner | |   |

## Denúncia contra Mário Frias
Em 23 de fevereiro de 2025, a Justiça Eleitoral de São Paulo aceitou a denúncia contra o deputado federal Mário Frias (PL-SP) por disseminar fake news contra o então candidato Luiz Inácio Lula da Silva (PT) durante a campanha presidencial de 2022. Frias publicou em sua conta na rede social X uma foto de Lula usando um boné com a sigla "CPX", alegando falsamente que significava "cupinxa, parceiro do crime". A desinformação propagada por Frias foi utilizada por Jair Bolsonaro (PL) e outros aliados para sugerir uma ligação de Lula com o crime organizado, intensificando uma campanha de notícias falsas contra o petista. A publicação do deputado alcançou grande repercussão, recebendo mais de 43 mil curtidas e 10 mil compartilhamentos. O Tribunal Superior Eleitoral (TSE) determinou a remoção de postagens que distorciam o significado da sigla CPX, incluindo as de Frias, por considerar que elas poderiam comprometer a lisura do processo eleitoral.

A denúncia, oferecida pelo Ministério Público Eleitoral, foi aceita pela juíza Cecília Pinheiro da Fonseca, da 6ª Vara Eleitoral de São Paulo, tornando Mário Frias réu sob acusação de crime eleitoral, conforme o artigo 323 do Código Eleitoral Brasileiro, que pune a divulgação de informações inverídicas capazes de influenciar o voto. A magistrada determinou que o deputado apresente sua defesa em até 10 dias. Caso seja condenado, Frias poderá perder o mandato e ficar inelegível por oito anos.